# Aire urbaine d'Irun-Hendaye

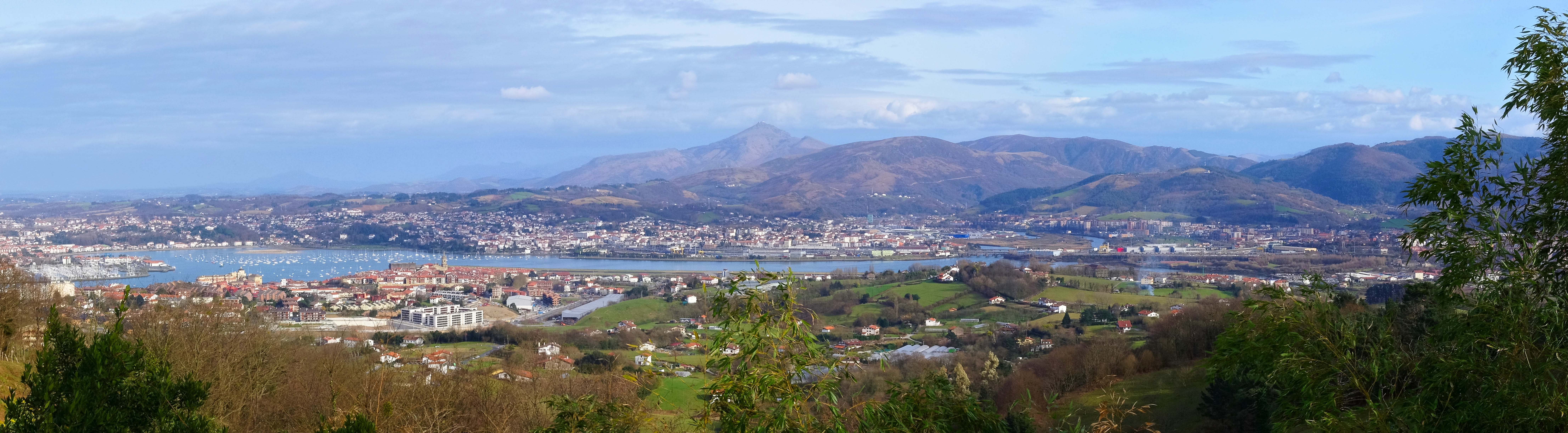
Hendaye et Irun vus de Guadalupe.

L'aire urbaine d'Irun-Hendaye était selon l'INSEE la partie française de l'aire urbaine franco-espagnole centrée sur les villes d'Irun (en Espagne) et d'Hendaye (en France). Ses deux communes françaises ayant été absorbée par l'unité urbaine de Bayonne dans les années 2000, l'INSEE l'a intégrée en 2011 à l'aire urbaine de Bayonne.

## Caractéristiques en 1999
D'après la définition qu'en donne l'INSEE, l'aire urbaine d'Irun-Hendaye est composée de 2 communes, situées dans les Pyrénées-Atlantiques. Ses 13 427 habitants font d'elle la 326e aire urbaine de France. Cette définition ne prend en compte que la partie de l'agglomération située en France, bien moins peuplée que la partie espagnole.
Une seule commune de l'aire urbaine est un pôle urbain.
Le tableau suivant détaille la répartition de l'aire urbaine sur le département (les pourcentages s'entendent en proportion du département) :
| Département          | Communes | Communes (%) | Superficie (km²) | Superficie (%) | Population (2012) | Population (%) |
| -------------------- | -------- | ------------ | ---------------- | -------------- | ----------------- | -------------- |
| Pyrénées-Atlantiques | 2        | 0,4          | 18,99            | 0,2            | 17 899            | 2,7            |

L'aire urbaine d'Irun-Hendaye comprend deux communes françaises :
| Code INSEE | Commune  | Type                  | Département          | Superficie (km²) | Population (2012) | Densité (hab./km²) |
| ---------- | -------- | --------------------- | -------------------- | ---------------- | ----------------- | ------------------ |
| 64130      | Biriatou | Commune monopolarisée | Pyrénées-Atlantiques | +0011,04         | 1140              | +00103,            |
| 64260      | Hendaye  | Pôle urbain           | Pyrénées-Atlantiques | +0007,95         | 16759             | +02 108,           |
|            | Total    |                       |                      | +0018,99         | +00017 899,       | 1105,5             |